# NHL All-Star Team
Gli NHL All-Star Team furono stabiliti per la prima volta al termine della stagione 1930-31 della National Hockey League, per premiare i migliori giocatori nel corso della stagione suddivisi per ciascun ruolo.
Rappresentanti provenienti dalla Professional Hockey Writers' Association scelgono i giocatori per l'All-Star Team al termine di ciascuna stagione regolare.
Il giocatore che ha ricevuto il maggior numero di selezioni nell'All-Star Team è stato Gordie Howe, scelto in 21 All-Star Teams (12 First Team e 9 Second Team), tutti con la maglia dei Detroit Red Wings, mentre Ray Bourque è al secondo posto con 19 apparizioni (13 First Team e 6 Second Team), conquistati in 21 anni di carriera con le maglie dei Boston Bruins e dei Colorado Avalanche. A causa di un errore nel 2013 per la prima volta un giocatore fu inserito sia nel primo che nel secondo sestetto, rispettivamente come ala destra e sinistra, il russo Aleksandr Ovečkin.

## Formazioni

### Anni 1930
1930-1931:
1931-1932:
1932-1933:
1933-1934:
1934-1935:
1935-1936:
1936-1937:
1937-1938:
1938-1939:
1939-1940:

### Anni 1940
1940-1941:
1941-1942:
1942-1943:
1943-1944:
1944-1945:
1945-1946:
1946-1947:
1947-1948:
1948-1949:
1949-1950:

### Anni 1950
1950-1951:
1951-1952:
1952-1953:
1953-1954:
1954-1955:
1955-1956:
1956-1957:
1957-1958:
1958-1959:
1959-1960:

### Anni 1960
1960-1961:
1961-1962:
1962-1963:
1963-1964:
1964-1965:
1965-1966:
1966-1967:
1967-1968:
1968-1969:
1969-1970:

### Anni 1970
1970-1971:
1971-1972:
1972-1973:
1973-1974:
1974-1975:
1975-1976:
1976-1977:
1977-1978:
1978-1979:
1979-1980:

### Anni 1980
1980-1981:
1981-1982:
1982-1983:
1983-1984:
1984-1985:
1985-1986:
1986-1987:
1987-1988:
1988-1989:
1989-1990:

### Anni 1990
1990-1991:
1991-1992:
1992-1993:
1993-1994:
1994-1995:
1995-1996:
1996-1997:
1997-1998:
1998-1999:
1999-2000:

### Anni 2000
2000-2001:
2001-2002:
2002-2003:
2003-2004:
2005-2006:
2006-2007:
2007-2008:
2008-2009:
2009-2010:

### Anni 2010
2010-2011:
2011-2012:
2012-2013:
2013-2014:
2014-2015:
2015-2016:

## Record di apparizioni nel First Team
La seguente è una lista dei giocatori eletti il maggior numero di volte nel First Team suddivisi per ruolo.
I giocatori ancora in attività sono segnati in grassetto.
Centri:
- Wayne Gretzky, 8 volte
- Jean Béliveau, 6 volte
- Phil Esposito, 6 volte
- Stan Mikita, 6 volte
- Mario Lemieux, 5 volte

Ali sinistre:
- Bobby Hull, 10 volte
- Ted Lindsay, 8 volte
- Aleksandr Ovečkin, 6 volte
- Luc Robitaille, 5 volte
- Busher Jackson, 4 volte

Ali destre:
- Gordie Howe, 12 volte
- Maurice Richard, 8 volte
- Jaromír Jágr, 7 volte
- Guy Lafleur, 6 volte
- Mike Bossy, 5 volte

Difensori:
- Ray Bourque, 13 volte
- Doug Harvey, 10 volte
- Nicklas Lidström, 10 volte
- Bobby Orr, 8 volte
- Eddie Shore, 7 volte

Portieri:
- Glenn Hall, 7 volte
- Dominik Hašek, 6 volte
- Bill Durnan, 6 volte
- Ken Dryden, 5 volte
- Patrick Roy, 4 volte